# Scandolara Ravara
Scandolara Ravara là một đô thị ở tỉnh Cremona, vùng Lombardia của Italia, có vị trí cách khoảng 100 km về phía đông nam của Milan và khoảng 20 km về phía đông nam của Cremona. Tại thời điểm ngày 31 tháng 12 năm 2004, đô thị này có dân số 1.579 người và diện tích là 17,1 km².
Scandolara Ravara giáp các đô thị: Cingia de' Botti, Gussola, Motta Baluffi, San Martino del Lago, Solarolo Rainerio, Torricella del Pizzo.